# Легенда за вълците
„Легенда за вълците“ (на английски: Wolfwalkers) е ирландско-люксембургски анимационен филм от 2020 година на режисьорите Том Мур и Рос Стюарт. Продуценти на филма са Пол Йънг, Нора Туоми, Том Мур, Стефан Ролант. Музиката във филма е дело на Брюно Куле в изпълнение на ирландската група „Кила“. Бюджетът възлиза на 10 милиона евро.
Сюжетът, базиран на мотиви от ирландския фолклор, описва сблъсъка на момиче, обучавано да избива вълци, с група вълци със способността да се трансформират в хора.
„Легенда за вълците“ е номиниран за „Оскар“ и награда на БАФТА за анимационен филм.